# Ya ba
Ya ba (tên khác: yaba, yaa baa, ya baa hoặc yah bah; tiếng Thái: ยาบ้า, nghĩa đen: "thuốc điên"; tiếng Miến Điện: ယာမ), tên cũ là ya ma (tiếng Thái: ยาม้า; nghĩa đen: "thuốc ngựa"), là các viên thuốc chứa hỗn hợp methamphetamin và cafein.

## Các tên khác
"Từ ya khayan (thuốc tăng lực) trong những ngày đầu, sau đổi sang ya maa (thuốc ngựa), cuối cùng thuốc này được đổi tên thành ya ba (thuốc điên) năm 1996". Thuốc này đã được cho ngựa uống khi kéo xe lên những ngọn đồi dốc và làm những công việc vất vả khác tại Shan. Từ lóng cho ya ba tại Miến Điện là "kyethi" ("nút"), "athi", và "palarkar".
Ya ba tại Ấn Độ còn thỉnh thoảng được gọi là "bhul bhuliya". Thuốc này tại Philippines và Indonesia còn được gọi là "shabú". Ở phía bắc Thái Lan, nó thường được gọi là "chocalee" do vị ngọt của vị ya baa để lại trong miệng và mùi sô cô la mạnh. Tên thường được sử dụng ở Trung Quốc là "ma-goo" hoặc "ma-guo". Tại Bangladesh nó còn được gọi là "baba", guti, Laal, jinish, khawon, Nashokota, loppy, gari,bichi v.v...
Ở vùng Đông Bắc Ấn Độ, đặc biệt là ở Manipur, nơi có tuyến đường buôn bán ma túy chủ yếu, nó thường được gọi là Y(wai), Angangba/Lal (màu đỏ), Katha, Prithibi, Maru, WY v.v...

## Hình dạng và sử dụng
Ya ba thường được sản xuất dưới dạng viên tròn. Có rất nhiều phiên bản khác nhau của ya ba, và phổ biến nhất là màu đỏ, cam, hoặc màu xanh lá cây và mang biểu tượng như "R" hoặc "WY". Các viên này nhỏ và tròn, đường kính khoảng 6 milimét (0,24 in) (kích thước tương tự Smint nhưng tròn), có nghĩa là chúng có thể được đóng gói bên trong ống hút bằng nhựa để vận chuyển dễ dàng hoặc trong hộp đựng "kẹo bạc hà" tái sử dụng. 
Ya ba thường được uống qua miệng. Một phương pháp phổ biến khác được gọi là "đuổi rồng". Người dùng đặt viên thuốc ya ba vào giấy nhôm và đun nóng nó từ dưới lên. Khi viên thuốc tan chảy, hơi bốc lên và được người dùng hít vào. Thuốc cũng có thể được đưa vào cơ thể bằng cách nghiền các viên nén thành bột, sau đó được hít vào bằng mũi hoặc trộn với dung môi rồi tiêm vào máu. Khi nuốt thuốc, thời gian tác dụng của thuốc kéo dài từ 8-16 giờ, so với 1-3 giờ nếu hút, trong khi cường độ giảm đáng kể. Yaba đạt đỉnh cao tác dụng, sau đó là thời gian đi xuống kéo dài 6-10 giờ, trong thời gian đó người dùng có thể khó ngủ hoặc không muốn ăn. Nhiều người dùng báo cáo rằng sau khi sử dụng thuốc họ phải chờ đến 24 giờ sau đó mới có thể ngủ được.
Ya ba thường không được tiêm vì nhiều người tiêm tĩnh mạch thích sản phẩm tinh khiết (methamphetamine, được gọi là "đá" ở Đông Nam Á) hơn. Thứ thuốc bất hợp pháp này đặc biệt phổ biến ở Thái Lan, tại đó nó được nhập khẩu từ Miến Điện hoặc Lào mặc dù đôi khi nó được sản xuất tại chỗ ở Thái Lan.
Người sử dụng ya ba điển hình là nam giới đang làm việc, tuổi từ 16-40, và việc sử dụng nó khá phổ biến ở cả nam và nữ hành nghề mại dâm ở Thái Lan và Campuchia.

## Nhà cung cấp
Burma (Myanmar) là nhà sản xuất methamphetamine lớn nhất trên thế giới, với phần lớn ya ba được tìm thấy ở Thái Lan được sản xuất ở Miến Điện, đặc biệt là ở Tam giác Vàng và tây bắc tỉnh Shan, có biên giới giáp 3 nước Thái Lan, Lào và Trung Quốc. Trong năm 2010, Miến Điện đã vận chuyển 1 tỷ viên ya ba sang nước láng giềng Thái Lan. Dân quân và nhóm phiến loạn sắc tộc (đặc biệt là Quân đội Quốc gia Wa Liên hiệp) chịu trách nhiệm cho phần lớn việc sản xuất này; tuy nhiên, các đơn vị quân đội Miến Điện được cho là có liên quan chặt chẽ đến việc buôn bán ma túy.

## Mức độ phổ biến trồi sụt ở Thái Lan
Thuốc ya ba trước đây được bán tại các trạm xăng và thường được các lái xe đường dài dùng để giữ tỉnh táo. Sau nhiều vụ tai nạn xe buýt đường dài khủng khiếp, thuốc này đã bị chính phủ Thái Lan đưa vào danh sách thuốc bất hợp pháp vào năm 1970. Thủ tướng nay đã bị truất quyền hành Thaksin Shinawatra đã thực hiện một chiến dịch năm 2003 để loại bỏ nạn buôn bán ma túy đã giúp giảm bớt việc sử dụng thuốc này một cách rộng rãi. Cụ thể, việc lái xe buýt và người lái xe tải sử dụng ya ba không còn phổ biến rộng rãi như những năm 1980.
Do hậu quả của việc đàn áp của chính phủ Thái Lan, việc cung cấp hạn chế đã có ảnh hưởng đến giá cả, giảm bớt mức độ sử dụng phổ biến của ya ba. Trong giai đoạn 1999-2000, khi mua một straw đầy đủ (khoảng 20 viên) ở tỉnh Chiang Rai, bắc Thái Lan, ya ba được bán khoảng 10 baht mỗi viên. Giá bán lẻ bắt đầu tăng từ 100–150 baht (US$3–4) đến 250–450 baht mỗi viên thuốc là kết quả của cuộc đàn áp, mặc dù nó vẫn là một loại thuốc giải trí phổ biến.
Năm 2000, ya ba đã bị buôn lậu qua biên giới mềm giữa Myanmar với các tỉnh Chiang Rai và Chiang Mai lân cận của Thái Lan. Những người buôn lậu thường quảng cáo hoặc quảng bá sản phẩm của họ bằng cách tuyên bố rằng các loại thuốc viên ya ba chứa đến 6% heroin. Tin đồn cho thấy nó được sản xuất bởi các nhân viên tham nhũng của quân đội quốc gia Wa ở Miến Điện.
Năm 2014, báo cáo cho thấy tại các tỉnh phía đông bắc của Thái Lan đã tăng 700 phần trăm số người bị bắt vì ma túy kể từ năm 2008, theo số liệu của Cục Ngăn chặn ma tuý. Vào năm 2013, chính quyền đã tính đến hơn 33.000 vụ bắt giữ liên quan đến meth ở phía đông bắc. Sự tăng trưởng nhanh chóng của sử dụng ya ba trong Isan phản ánh những điều đang xảy ra ở Châu Á, hiện chiếm hơn 50 phần trăm người dùng các chất kích thích dạng amphetamine trên toàn cầu.
Vào ngày 16 tháng 6 năm 2016, Hội đồng Hòa bình và Trật tự Quốc gia Thái Lan, chính quyền quân sự cai trị Thái Lan, tuyên bố rằng họ đang có kế hoạch để phi hình sự hóa việc sử dụng ya ba ở trong nước.

## Các quốc gia khác
Năm 2006, tiêu thụ ya ba là thời thượng dành cho những người có tiền ở Bangladesh. Một loạt các cuộc tấn công ma túy được các nhà chức trách công bố rộng rãi trong năm 2007 đã liên quan đến một số doanh nhân nổi tiếng. Mặc dù mức độ lạm dụng ya ba ở Bangladesh không được biết chính xác, thường xuyên xảy ra những vụ bắt bớ của cảnh sát vì thuốc này. Người ta cũng tin rằng những người sử dụng nó thường xuyên có liên quan đến việc phân phối thuốc, dù là trực tiếp hoặc gián tiếp. Nó thường được biết đến ở Bangladesh với các tên "khaon", "pill", "Laal", "BABA", "gari", "Chakka", "guti", và "bori".
Nhiều người Rohingya tị nạn được thuê để buôn lậu yaba từ Myanmar vào Bangladesh. Năm 2016, 359 người Rohingyas bị bắt vì tội buôn lậu yaba, và tổng số yaba bị bắt giữ có trị giá tới 29 triệu đô la.
Vào tháng 2 năm 2010, báo cáo rằng số lượng ya ba ngày càng tăng đã được nhập lậu vào Israel do những người Thái Lan lao động nhập cư, dẫn đến lo ngại rằng việc sử dụng nó sẽ lan rộng đến các câu lạc bộ Israel, nơi sử dụng thuốc lắc rất phổ biến. Trong những năm gần đây, nó cũng đã được sử dụng bởi những người nhập cư tại Hoa Kỳ, và thỉnh thoảng được dùng thay thế cho ecstasy tại các hộp đêm.